# Григор'єво
Григо́р'єво (рос. Григорьево) — присілок у складі Котельницького району Кіровської області, Росія. Входить до складу Чистопольського сільського поселення.
Населення становить 6 осіб (2010, 23 у 2002).
Національний склад станом на 2002 рік — росіяни 100 %.